# Clason-Hebbeska huset
För andra betydelser, se Hebbeska huset (olika betydelser).

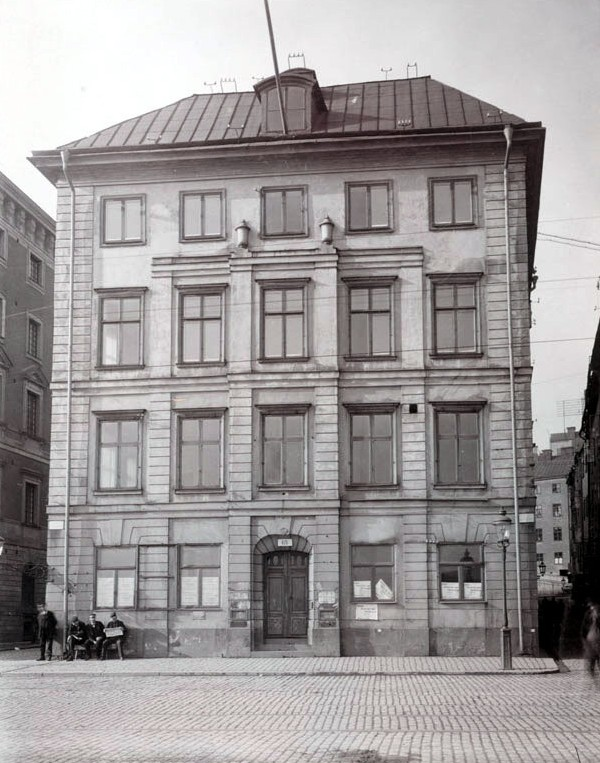
Fasaden mot Skeppsbron

Clason-Hebbeska huset var en byggnad i kvarteret Diana vid Skeppsbron 18 i Stockholm. Byggnaden revs 1909 och i dess ställe uppfördes affärshuset Skeppsbron 18.

## Historik & arkitektur
Vid Skeppsbron 18 låg i början på 1700-talet några mindre byggnader som 1744 revs genom konsul Johan Clason. Han lät bygga ett enda större, 3 ½ våningar högt palats åt sig själv efter arkitekt J. Körrners ritningar. Byggnaden gestaltades med nischportal och rusticerade hörnkedjor. Johan Clasons son, Isak Clason övertog fastigheten och omkring 1760 nyinredde han den samt sålde den ungefär samtidigt till Christian Hebbe d.y.. 
Under Hebbe förädlades huset ytterligare; väggarna var prydda med målade vävtapeter och dörröverstycken rikt smyckade. Sängkammarinteriören var utförd med alkov i elegant napoleonsk empir och salongerna var präktigt inredda. 
Huset ägdes senare av Bernard von Beskow och slutligen av Svenska Akademien. I huset bodde då akademins ständige sekreterare, poeten Carl David af Wirsén. 
År 1909 revs byggnaden och arkitektfirman Hagström & Ekman ritade ett modernt affärshus för Svenska Handelsbanken, Skeppsbron 18, som fortfarande finns idag. Åke Ohlmarks, medförfattaren till jubileumsskriften "Boken om Gamla stan" (utgiven 1953), tyckte om den nya byggnaden att det blev "...ett stort, högt och fult affärshus med burspråk och falska former."

## Interiörbilder
|  |  |  |